# ایمره سوآر
ایمره سوآر (انگلیسی: Imre Sooäär؛ زادهٔ ۱۳ مارس ۱۹۶۹) سیاستمدار و نماینده مجلس اهل استونی است.